# شجرة البؤس (رواية)
شجرة البؤس هي رواية من تأليف طه حسين صدرت للمرة الأولى في الأول من يونيو عام 1943 عن دار المعارف للطباعة والنشر والتوزيع بالقاهرة.

## عن الرواية
يغلب على أجواء رواية شجرة البؤس الطابع الإنساني الفلسفي كعادة روايات عميد الأدب العربي فتحكي لنا عن العلاقة الوطيدة التي تربط بين اثنين من التجار أحدهما يدعى «علي»، والآخر «عبد الرحمن» لدرجة رغبة علي في مصاهرة عبد الرحمن فيقرر أن يزوج ابنه خالد لنفيسة ابنة صديقه عبد الرحمن. لم تكن نفيسة ابنة عبد الرحمن سوى فتاة بشعة المنظر دميمة الخلقة للدرجة التي دفعت أم خالد لرفض زواج ابنها منها إذ رأت أنهم بهذه الزيجة يكونوا قد زرعوا بذور شجرة البؤس في عقر دارهم ثُم مرضت أم خالد وماتت قبل إتمام زواج ابنها من نفيسة بأيام.
وبالفعل يتزوج خالد بن علي من نفيسة ابنة الرحمن ويعيش الزوجان في سعادة واستقرار لبعض الوقت إلى أن يُنجبا طفلة رائعة الجمال يُسمّيانها «سميحة»، ومع مولد سميحة يدرك خالد مدى قبح زوجته ودمامة خلقتها على الرغم من أنها كانت له نعم الزوجة على مر سنوات الزواج فيبدأ في مضايقتها وإيذائها ومقارنتها طيلة الوقت بابنتها جميلة المنظر بهية الطلعة فتشعر نفيسة كما لو كانت شيطانة ومن هنا تتحول حياة الزوجين إلى مأساة حقيقية وتسوء حال نفيسة فتمرض ويقرر بعدها والد نفيسة أن تترك بيتها بصحبة بناتها ويذهبن للعيش مع أبيها في نفس الوقت الذي يحل به الكساد بتجارة الأبوين فيطيح بثروة علي وعبد الرحمن، ويجد خالد نفسه مضطرا للزواج من منى ابنة أحد التجار الأثرياء ويُدعى مسعود.

## مقتطفات من الرواية
لكأن البؤس شجرة تضرب بجذورها في أرواحنا تتغذى على أيامنا وتمتص حيويتنا وآمالنا ثم تطرح ثمارها من حسك وشوك نلوكها مرغبين فلا مفر من قدرنا المرسوم.

## روابط خارجية
- شجرة البؤس على موقع مؤسسة هنداوي
- صفحة الرواية على موقع جود ريدز